# Honolulu Baby
Honolulu Baby è un film del 2001 diretto da Maurizio Nichetti. Il regista ritorna ad interpretare in questo film l'ingegnere Colombo, protagonista di Ratataplan, sua pellicola d'esordio.

## Trama
Alberto Colombo è ingegnere ed è sposato con Margherita, una donna in carriera. Per evitare il licenziamento dopo anni di servizio nella sua azienda, Colombo accetta di trasferirsi in Sudamerica nella remota Melancias, allo scopo di costruire un oleodotto.
Arrivato sul luogo, Alberto scopre come la cittadina sia abitata da sole donne, tutte in preda ad un notevole appetito sessuale: è impossibile per lui resistere alla tentazione ed in breve tempo ne mette incinte diverse. Trascorsi più di nove mesi e diventato padre, Alberto riesce, dopo diverse peripezie, a compiere il lavoro per cui era stato designato, riguadagnando così la stima della sua azienda e ottenendo il visto per il ritorno a casa. Poco tempo dopo Colombo riceve però l'ordine di tornare nuovamente in Sudamerica, con lo stipendio triplicato; questa volta però parte in compagnia della moglie.
Ma nel frattempo le cose a Melancias sono cambiate: ad attendere la coppia questa volta ci sono soltanto uomini.

## Critica
- «Una commedia stramba e volatile. [...] Il risultato totale è inferiore alla somma dei suoi addendi.» Commento del dizionario Morandini che assegna al film due stelle su cinque di giudizio.[1]
- «Nel contesto di un film pochissimo... utile, qualche segnale rimane». Commento del dizionario Farinotti che assegna al film due stelle su cinque di giudizio[2]

## Costi e incassi
Il film ottenne un finanziamento pubblico di 4 miliardi e 510 milioni di lire (circa 2.329.000 euro) e incassò 87 milioni di lire, pari a circa 44.964 euro.